# Skała (Beskid Sądecki)
Skała (773 m) – szczyt w Paśmie Jaworzyny w Beskidzie Sądeckim. Znajduje się w bocznym grzbiecie odbiegającym od głównej grani tego pasma w południowo-zachodnim kierunku i oddzielającym dolinę Głęboczanki od doliny Jaworzyny. W grzbiecie tym kolejno od dołu do góry znajdują się: Bystra (520 m), Dermanowski Wierch (562 m), Cycówka (593 m), Skała (773 m) i Zadnie Góry (814, 831, 968 m). 
Znajduje się na obszarze miejscowości Kokuszka. Wierzchołek jest zalesiony, ale duża część stoków jest bezleśna, zajęta przez pola uprawne i zabudowania tej miejscowości. Znajdują się tutaj przysiółki Fiedorek, Górny Koniec i Skała
Przez Skałę nie prowadzi żaden szlak turystyczny, ale gmina Piwniczna-Zdrój w swoich planach rozwoju turystyki planuje wyznakowanie takiego szlaku.